# Bailovo
Bailovo (bulgare : Байлово) est un village de l'ouest de la Bulgarie, à 43 km à l'est de Sofia. C'est le village natal de l'écrivain bulgare Elin Pelin (né Dimitar Ivanov Stoyanov) et du mendiant et philanthrope Dobri Dobrev (1914-2018).